# Жофрид I фон Лайнинген-Харденбург
Жофрид I (Готфрид) фон Лайнинген-Харденбург (на немски: Joffrid (Godfrey) von Leiningen-Hardenburg}; * ок. 1304; † 1344) е граф и господар на Лайнинген–Харденбург (Хартенбург), Риксинген, Гунтерсблум и Хайдесхайм.
Той е син на граф Фридрих IV фон Лайнинген († 1316), бургграф на Гермерсхайм, фогт в Шпайергау, и втората му съпруга Жана (Жулиене) д' Аспремон († 1317/1319/1321). Полубрат е на граф Фридрих V († 1327) и Емих († 1328), епископ на Шпайер (1314 -1328).

## Фамилия
Жофрид I се жени на 30 март 1313 г. за третата си братовчедка Агнес фон Оксенщайн († пр. 17 февруари 1321), дъщеря на Ото IV фон Оксенщайн († 1298) и Кунигунда фон Лихтенберг († сл. 1310). Те имат един син:
- Фрицман фон Лайнинген-Риксинген († 1363/1366), граф на Лайнинген-Риксинген, женен на 16 октомври 1321 г. за Йохана фон Форбах, наследничка на Риксинген (в Лортарингия), родители на Готфрид II (Жофрид I) фон Лайнинген-Риксинген

Жофрид I се жени втори път пр. 17 февруари 1321 г. за Матилда фон Салм-Оберсалм († сл. 1341), дъщеря на граф Йохан I фон Салм-Оберсалм († 1338) и Жана де Жоанвил († сл. 1297). Те имат децата:
- Жофрид, каноник в Кьолн, Шпайер, Трир и Базел, fl 1362
- Емих VI († 17 февруари 1381), граф на Лайнинген-Дагсбург-Харденбург, женен I. на 28 февруари 1345 г. за Луитгард (Лукард) фон Фалкенщайн († 1363), II. 1362 г. за Маргарета фон Хабсбург-Кибург († сл. 1381)
- Агнес († 1387/1389), омъжена между 29 март 1333 и 31 декември 1333 г. за рауграф Филип I фон Нойенбаумбург- Нойенбаумберг-Ноймаген († 1359)